# Giovan Battista Pio
Giovan Battista Pio (1460, Bologne - 1543, Rome), est un poète et philologue italien.

## Biographie
Giovan Battista Pio nait à Bologne au XVe siècle. Disciple de Filippo Beroaldo, il puise dans les leçons et l’exemple de son maître, avec le goût de l’érudition, ces formes barbares que les bons écrivains commencent à bannir de leurs ouvrages et dont lui-même cherche vainement à se corriger dans la suite par la lecture de Cicéron. Ayant achevé ses études, il reçoit en 1494 le laurier dans la faculté de philosophie et ouvre une école de grammaire. Faute d’élèves, il est bientôt obligé de se transporter à Milan, où ses travaux philologiques, mieux appréciés, lui font une assez grande réputation. Rappelé par le sénat de Bologne en 1500, il remplit quelque temps à l’académie une chaire qu’il abandonne pour aller donner des leçons à Bergame et dans d’autres villes. Il est invité à se rendre à Rome en 1509 et nommé professeur de rhétorique au collège de la Sapience. Ses talents lui valent la protection du pape Léon X, qui lui donne des marques particulières d’estime. Après la mort de ce pontife, Pio revient à Bologne ; mais, pendant son absence, il a été remplacé par Romolo Quirino Amaseo. Le vieux professeur ne rougit pas de recourir à d’indignes moyens pour supplanter son rival ; mais il ne peut y réussir. Le cœur ulcéré, il quitte Bologne pour se rendre à Lucques, d’où le pape Paul III, à son avènement au trône pontifical (1535), le fait revenir à Rome et le rétablit dans sa chaire à la Sapience, qu’il conserve jusque dans un âge très avancé. Paul Jove ou Giovio (Elogia illustr. virorum) rapporte qu’un jour, après avoir dîné gaiement, Pio tombe sur le livre de Galien intitulé Des signes d’une mort prochaine, et qu’ayant reconnu un de ces signes dans les taches de ses ongles, il fait sur-le-champ ses dernières dispositions et s’éteint quelques instants après sans maladie et sans douleur. Ses restes sont déposés dans la basilique Sant'Eustachio, où l’on voyait son épitaphe.

## Œuvres
Les vers latins de Pio lui ont mérité les éloges de Bembo et de Giraldi. Pio a formé des élèves distingués, parmi lesquels on cite Bernardo Tasso et l’un des Flaminio. On doit à Pio des Notes sur Columelle, Plaute, Lucain, Horace, Lucrèce, Valerius Flaccus, Ovide (les Métamorphoses) et Cicéron (Lettres à Atticus). Il a publié la première édition avec un long commentaire de la Mythologie de Planciades Fulgentius, Milan, 1498, in-8°, et la première, avec date, de Sidoine Apollinaire, ibid., 1498, in-fol., accompagnée également d’un commentaire.
Enfin on a de lui :
- Des Élégies (Eligidiæ), Bologne, 1500 et 1509, in-4° ;
- Annotationes linguæ latinæ græcæque, ibid., 1505, in-fol. très-rare. Ce recueil des notes de Pio sur Plaute, Sidoine et Fulgence, augmenté de nouvelles observations, a été inséré, par Gruter, dans le Thesaurus criticus, t. 1er, p. 353-582.
- Præfationes gymnasticæ, aliique varii sermones quorum sermonum partim prosa, partim metro scriptorum sunt libri sex, ibid., 1522, in-4°. On trouve quelques pièces de ce poète dans les Deliciæ, ainsi que dans les Illustrium poetar. italor. carmina.